# 李中行
李中行（1585年—？年），字與之，號二水，山東青州府樂安縣人，明朝政治人物。

## 生平
萬曆三十一年（1603年）癸卯科山東鄉試第七十一名舉人，萬曆三十八年（1610年）庚戌科會試二百六十二名，第三甲第二百二十五名進士。刑部觀政。本年丁外艱。四十一年授大理寺左評事，四十三年陞本寺右寺副，陞刑部員外郎。四十六年陞直隸鎮江府知府。升陕西隴右道副使，忤璫歸里。崇禎初，起復廣西副使，累官貴州左参政，督通省粮储，以終養歸。入貴州名宦，祠乡贤。

## 著作
著有《渑溪集》、《黔中諸疏》行世。

## 家族
曾祖李廣；祖李紞；父李尚思（1546年-1610年），字希聖，號少溪，壽官、鄉飲賓、贈中憲大夫鎮江府知府；母延氏（1546年-1632年）。慈侍下。兄李中正（主簿）；李中立（庠生）。子李璋、子李焕章（1614年-1690年），字象先，号织斋，前明诸生。